# مسجد دونقساي
مسجد دونقساي أو دونغسي (بالصينية:东四清真寺) هو مسجد يقع في محافظة دونغتشنغ في إقليم بكين في جمهورية الصين الشعبية.

## التاريخ
تم بناء مسجد دونقساي في فترة مملكة يوان بين العامين (1271 - 1368). ويتألف المسجد من مجموعة من الوحدات والمباني يتخللها زوج من الأفنية الضخمة، ويتبع التخطيط النمط الصيني التقليدي ذو الأفنية المعروف باسم سي خو يوان (منزل الفناء الصيني)، حيث يتجه المسجد من الشرق إلى الغرب، ويقع المدخل في الجهة الشرقية ويقابله في الناحية الغربية بيت الصلاة.